# Monastero di Santa Chiara (Vigevano)
Il monastero di Santa Chiara era un edificio religioso sito a Vigevano, in provincia di Pavia e diocesi di Vigevano.

## Descrizione e storia
La costruzione della chiesa ebbe inizio ad opera di Giovanna Eustachia della Croce, abbattendo alcune case vicine a Sant'Anna comprate da lei stessa. Il monastero, poi occupato dalle clarisse, fu costruito in corso Umberto I (oggi corso della Repubblica) nel 1655 e la chiesa, terminata un anno dopo, fu intitolata a Santa Chiara e Sant'Antonio da Padova. Nel 1665 il vescovo Attilio Pietrasanta mise la prima pietra di una chiesa più grande, terminata nel 1680.
Sia la chiesa che il monastero furono soppressi nel 1805 e venduti nel 1810; la chiesa venne abbattuta, mentre il chiostro è ancora presente.